# Nándor Németh
Nándor Németh, född 19 november 1999 i Siófok, är en ungersk simmare.

## Karriär
Vid EM 2024 i Belgrad tog Németh silver på 100 meter frisim samt var en del av Ungerns lag som tog silver på 4×200 meter frisim.